# بخش مرکزی شهرستان دشتی
بخش مرکزی شهرستان دشتی یکی از بخش‌های شهرستان دشتی در استان بوشهر در جنوب کشور ایران است.

## تقسیمات کشوری
- بخش مرکزی شهرستان دشتی
  - دهستان خورموج
  - دهستان مرکزی (دشتی)

شهرها: خورموج

## جمعیت
بنابر سرشماری مرکز آمار ایران، جمعیت بخش مرکزی شهرستان دشتی در سال ۱۳۸۵ برابر با ۴۱۱۷۹ نفر بوده‌است.